# POCSAG

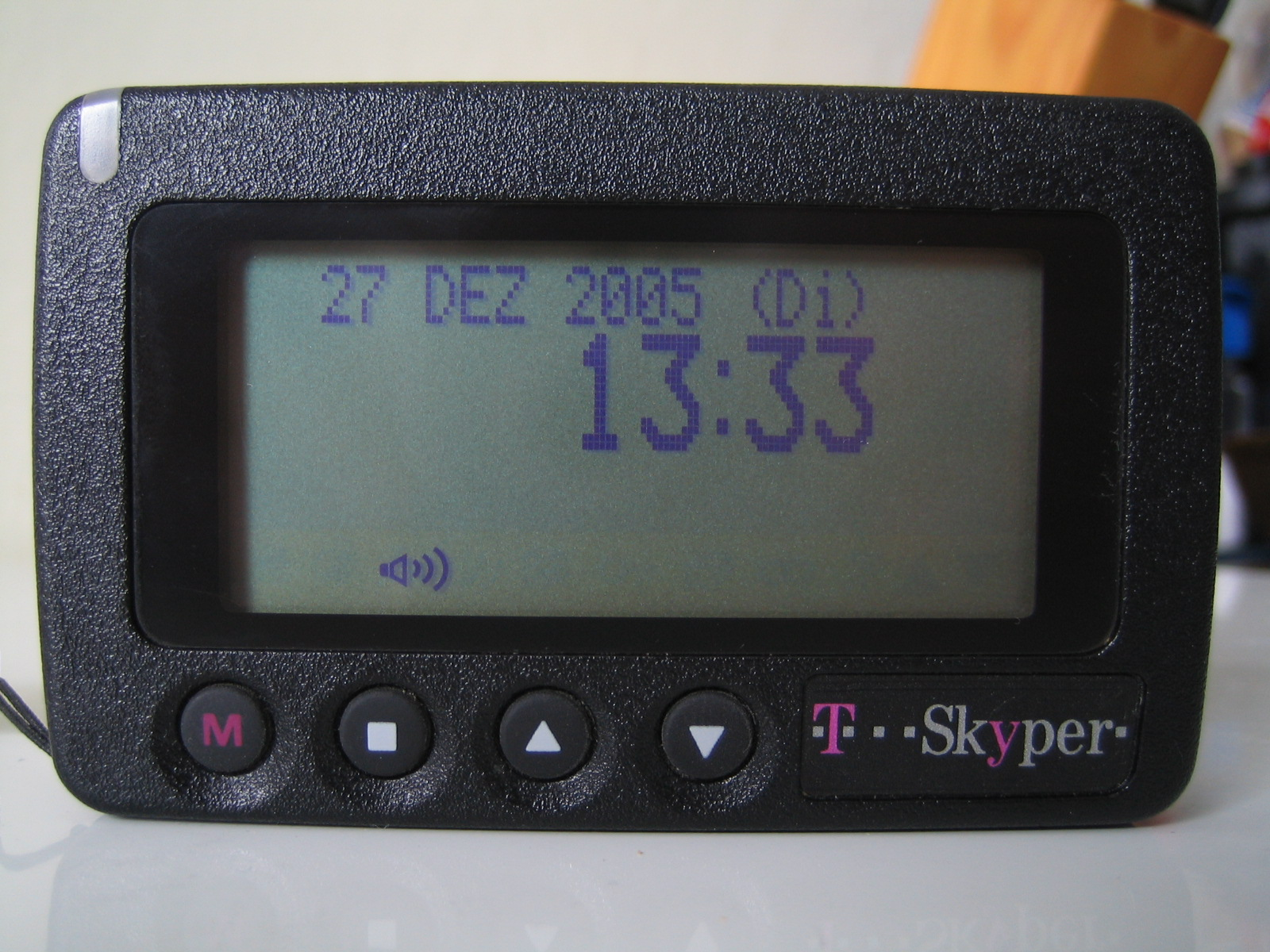
Skyper för POCSAG.

POCSAG är ett asynkront kommunikationsprotokoll som används för att överföra data till personsökare. Namnet är en initialförkortning av Post Office Code Standardization Advisory Group, namnet på den brittiska grupp inom General Post Office som först utvecklade den underliggande källkoden.
Det huvudsakliga alternativet till POCSAG är "FLEX", som använder högre hastigheter och fyra nivåers modulationsmetod. Protokoll som använts tidigare är GOLAY, TONE, och ERMES.